# Bring Him In
Bring Him In er en amerikansk stumfilm fra 1921 af Earle Williams og Robert Ensminger.

## Medvirkende
- Earle Williams som Dr. John Hood
- Fritzi Ridgeway som Mary Mackay
- Elmer Dewey som Baptiste
- Ernest Van Pelt som Canby
- Paul Weigel som Braganza
- Bruce Gordon som McKenna